# Alia Tempora
Alia Tempora je česká hudební skupina, která spojuje metal s moderními prvky elektronické hudby, dubstepu a popu. Kapela vznikla v roce 2012 a od svého vzniku se etablovala na české i mezinárodní hudební scéně. Skupina je známá pro svou energickou a vizuálně atraktivní show, která zahrnuje prvky LED světel, glitrových kostýmů a interaktivní zapojení fanoušků. Alia Tempora pravidelně vystupuje na hlavních podiích velkých festivalů jako Masters of Rock, Metalfest, Rock Castle, Metal Babes a další, a koncertuje kromě České republiky také v Evropě, Velké Británii a Latinské Americe. 
V čele kapely stojí česká zpěvačka Markie Morávková, jejíž charakteristické růžové vlasy a energie na pódiu jsou neodmyslitelnou součástí kapely. Zpěvačka Markéta Morávková je dcerou kytaristy Miloše Morávka. Mezinárodní rozměr kapely podtrhuje i mexický kytarista Mario Del Rio, který se po několika letech hostování v kapele stal v roce 2023 jejím stálým členem.

## Historie
Skupina byla založena v roce 2012 Markétou Morávkovou a Štěpánem Řezníčkem. V listopadu 2013 vyšel první singl Frozen a o rok později následoval druhý singl Leave You Behind, ke kterému vyšel i videoklip. V listopadu 2015 vyšlo debutové album Digital Cube, které vzniklo za podpory crowdfundingové kampaně a podpory města Brna. Obal desky ztvárnil Gustavo Sazes, který navrhoval obaly skupinám jako jsou Amaranthe nebo Arch Enemy. Při nahrávání poté Alia Tempora spolupracovala Timo Somersem, kytaristou skupiny Delain. Vydání alba předcházelo zveřejnění videoklipu ke třetímu singlu Mockingjay. Tato píseň vznikla na motivy filmu Hunger Games.
V roce 2018 vydala kapela singl Black 'N' White, na kterém se jako hostující kytarista se svým sólem opět objevil Timo Somers, a píseň Humanity ke které vyšel videoklip natočený v opuštěné 100 let nedotčené papírně.
V roce se 2018 Alia Tempora účastnila Amaranthe Baltic Tour v Lotyšsku, Litvě a Estonsku.
V roce 2019 skupina vydala druhé album Dragonfly Effect, které představila na Masters or Rock (Ronnie James Dio Stage), kde také natočila videoklip k písni Loser Like Me, a na rozsáhlém turné po Evropě a Mexiku.
V rámci mexického turné v roce 2019 byla Alia Tempora pozvána jako oficiální host na prestižní hudební ceny Lunas del Auditorio. Kapela se zúčastnila slavnostního ceremoniálu, včetně červeného koberce a VIP zóny pro umělce, kde se setkala s dalšími významnými hudebníky. Tato účast podtrhla rostoucí mezinárodní působnost Alia Tempora a jejich popularitu na mexické hudební scéně. Alia Tempora také v Mexiku natočila videoklip na španělskou píseň Por Siempre, který natáčela v prostorách Teotihuacánu a na Playa Diamante v Acapulco. Videoklip byl vydán v roce 2021.
V roce 2023 kapela vydala na festivalu Masters of Rock album Prismatica pod hlavičkou labelu Smile Music Records (Rockový Magazín Spark). Na albu hostovali také kytaristé Ruud Jolie (známý z Within Temptation) a Timo Somers (známý z Delain, Charlotte Wessels).
Markie Morávková a mexický kytarista Mario Del Rio se v roce 2023 zúčastnili turné s Joelem Hoekstrou (Whitesnake, Trans Siberian Orchestra, Cher) a Brandonem Gibbsem (Devil City Angels, Poison) ve Velké Británii a Irsku, kde vystoupili jako duet a představili mimo jiné akustické verze skladeb od Alia Tempora a Darkstar Calling.

## Sestava
- Markéta Morávková - zpěv, hudba, texty
- Štěpán Řezníček - elektrická kytara, growling
- Mario del Rio - elektrická kytara, growling
- Roman Škrabal - basová kytara
- Marek Brázdil - bicí
- Filip Hrazdira - hudba, produkce

## Diskografie
- Digital Cube (2015)
- Dragonfly Effect (2019)
- Prismatica (2023)